# 186142 Gillespie
186142 Gillespie è un asteroide della fascia principale. Scoperto nel 2001, presenta un'orbita caratterizzata da un semiasse maggiore pari a 2,7871504 UA e da un'eccentricità di 0,2534384, inclinata di 8,78027° rispetto all'eclittica.